# The Authority (wrestling)
The Authority – stajnia w profesjonalnym wrestlingu, występująca w federacji WWE. Ugrupowanie zadebiutowało na gali pay-per-view SummerSlam 2013, kiedy to Triple H pomógł Randy’emu Ortonowi zdobyć WWE Championship w walce z Danielem Bryanem.
Zespół jest prowadzony przez kierowników korporacji – Triple H’a oraz Stephanie McMahon. Jej członkami byli m.in. Seth Rollins, Kane (pełniący storyline'ową funkcję „Dyrektora operacyjnego”) czy Randy Orton. Grupa The Shield działała jako ochrona dla Authority od początku jej istnienia do marca 2014.
Nazwa „The Authority” została wprowadzona w październiku 2013. Authority dzieli podobieństwa z byłymi frakcjami The Corporation i The McMahon-Helmsley Faction, a także miała powiązania z poprzednimi stajniami Triple H’a – D-Generation X i Evolution.
Ugrupowanie zostało rozwiązane po tym, jak Triple H utracił WWE World Heavyweight Championship na WrestleManii 32, a Shane McMahon otrzymał pozwolenie na rządzenie Raw.

## Historia

### 2013
Od czerwca 2013, członkowie rodziny McMahon dyskutowali na temat wielu elementów, mających większy wpływ na jakość programów WWE, na przykład o rosnącej popularności Daniela Bryana czy też rządów Generalnych Menedżerów tygodniówek Raw i SmackDown Brada Maddoxa i Vickie Guerrero. 15 lipca na odcinku Raw, John Cena wybrał Bryana jako swojego przeciwnika w walce o WWE Championship na gali SummerSlam. W następnych tygodniach, Mr. McMahon oferował Bryanowi zmianę stylu na bardziej korporacyjny, na co Bryan definitywnie się nie zgodził. W międzyczasie, Triple H ogłosił się sędzią specjalnym pojedynku na pay-per-view.

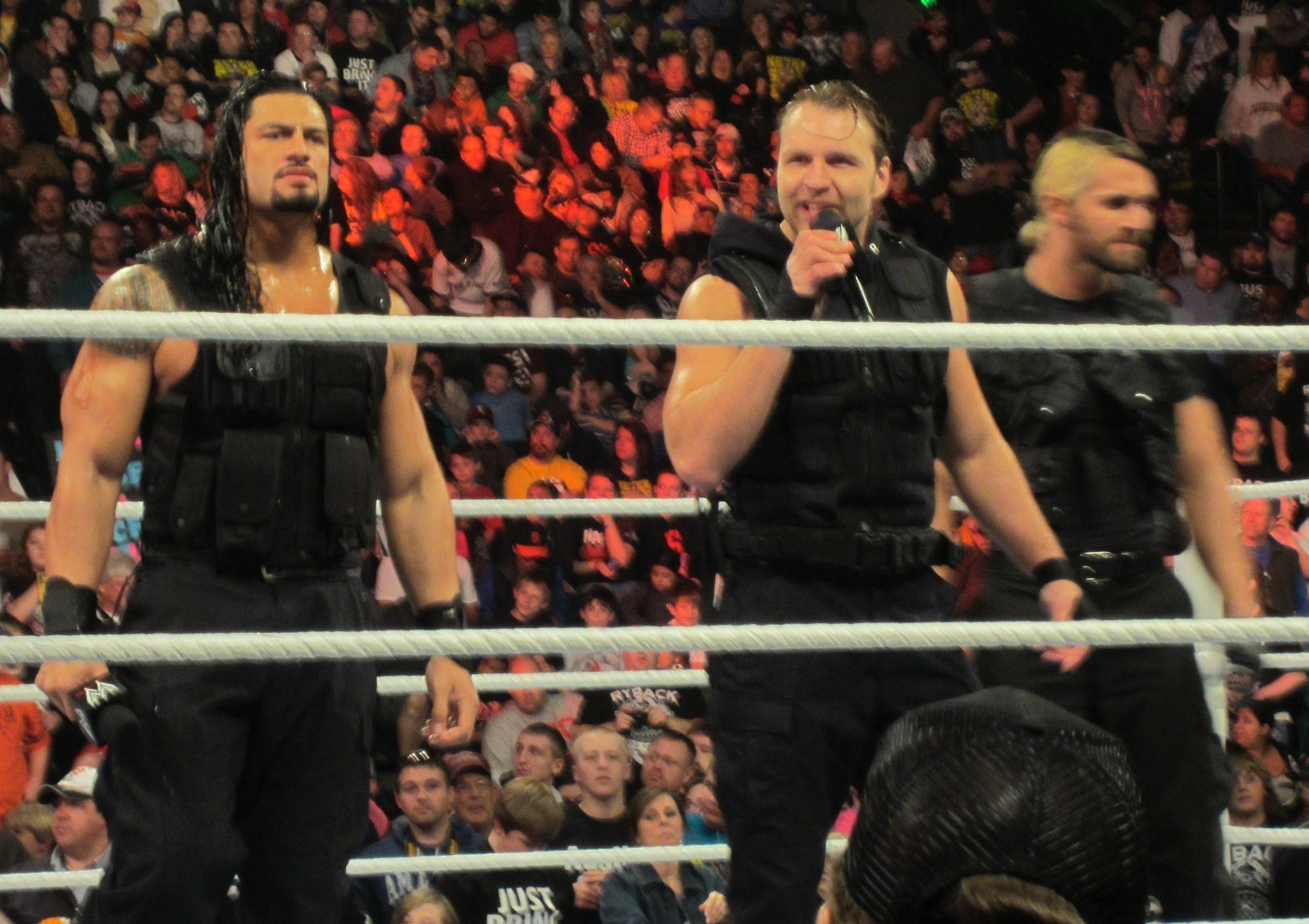
Grupa The Shield, przemawiajca do publiki na tygodniówce Raw

Na SummerSlam, Bryan pokonał Cenę, zdobywając WWE Championship. Po walce, Triple H wykonał Bryanowi Pedigree, co pozwoliło Randy’emu Ortonowi na wykorzystanie kontraktu Money in the Bank, przez co obaj stali się heelami, a Orton zdobył tytuł mistrzowski. Następnej nocy na Raw potwierdzono formację grupy, jak również dołączono do niej The Shield. Członkowie Shield stali się ochroniarzami reszty Authority, zaś niedługo później do ugrupowania dołączył Kane. Objął on funkcję „Dyrektora operacyjnego”.
W międzyczasie, The Authority rywalizowało z Big Showem oraz z Danielem Bryanem, którzy sprzeciwiali się rządom Triple H’a. W ramach kary, Show zawalczył z The Shield w 3-on-1 tornado handicap matchu. Show przegrał, a po walce został zmuszony do znokautowania Bryana i The Miza; Authority groziło mu zwolnieniem. Na gali Battleground, Show zainterweniował w walce o WWE Championship pomiędzy Bryanem i Ortonem i znokautował ich obu, kończąc walkę bez rezultatu. Następnej nocy na odcinku Raw, Show został „zwolniony” przez The Authority. Przez następne tygodnie olbrzym atakował różnych wrestlerów i zagroził Authority pozwem. Authority zostało zmuszone do wypełnienia życzeń Showa, który chciał wrócić do pracy i zawalczyć z Ortonem o WWE Championship na gali Survivor Series. Na gali, Orton obronił tytuł.
The Authority prowadziło również krótką rywalizację z Codym Rhodesem. Rhodes również sprzeciwił się Triple H’owi, przez co został zmuszony do postawienia swojej kariery na szali w walce z Ortonem. Rhodes przegrał walkę i został „zwolniony”. Przez następne tygodnie jego brat Goldust i ojciec Dusty Rhodes próbowali przywrócić go do pracy. Authority ogłosiło tag team match pomiędzy Codym Rhodesem i Goldustem a Sethem Rollinsem i Romanem Reignsem. Na szali stała możliwość przywrócenia Rhodesa do pracy; rodzina Rhodesów wygrała starcie. 14 października na odcinku Raw, The Rhodes Brothers (Goldust i Cody Rhodes) pokonali Rollinsa i Reignsa w No Disqualification matchu o WWE Tag Team Championship, stając się nowymi mistrzami tag-teamów.
Orton kontynuował rywalizację o WWE Championship z Danielem Bryanem; na gali Night of Champions, Bryan pokonał Ortona w walce o tytuł. Jednakże, noc później na Raw, Triple H odebrał tytuł Bryanowi z powodu zbyt szybkiego odliczenia do trzech przez sędziego Scotta Armstronga. Orton i Bryan wzięli udział w Hell in a Cell matchu o zwakowany WWE Championship na gali Hell in a Cell. Orton odzyskał tytuł, gdy sędzia specjalny pojedynku Shawn Michaels wykonał Superkick na Bryanie.
25 listopada na odcinku Raw, wieloletni rywal Ortona i ówczesny World Heavyweight Champion John Cena stwierdził, że w WWE musi być „jeden mistrz”. Triple H ogłosił walkę unifikującą WWE Championship i World Heavyweight Championship na gali TLC: Tables, Ladders and Chairs. Orton pokonał Cenę w Tables, Ladders and Chairs matchu, stając się posiadaczem WWE World Heavyweight Championship (nowa nazwa WWE Championship).

### 2014

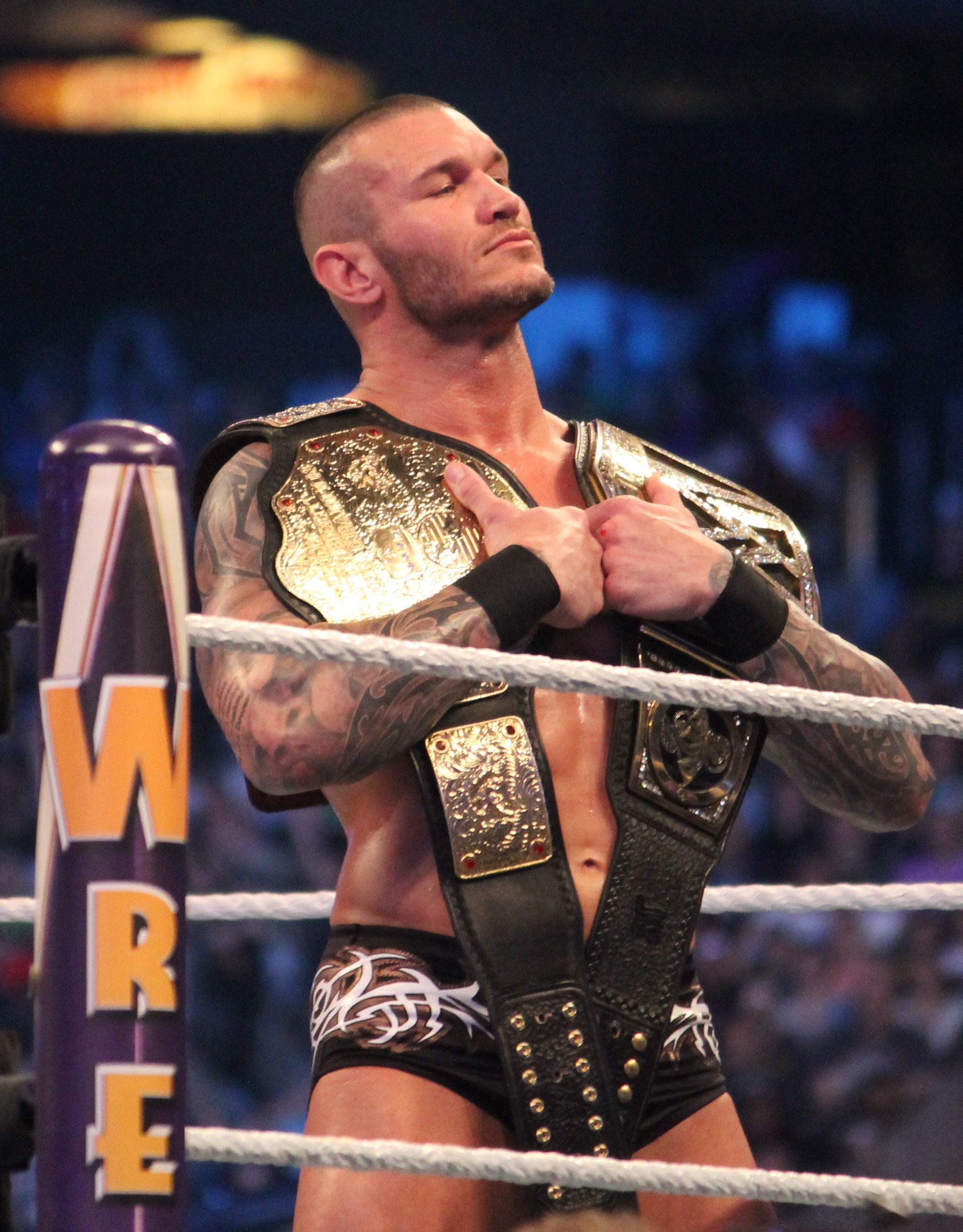
Randy Orton jako WWE World Heavyweight Champion na WrestleManii XXX

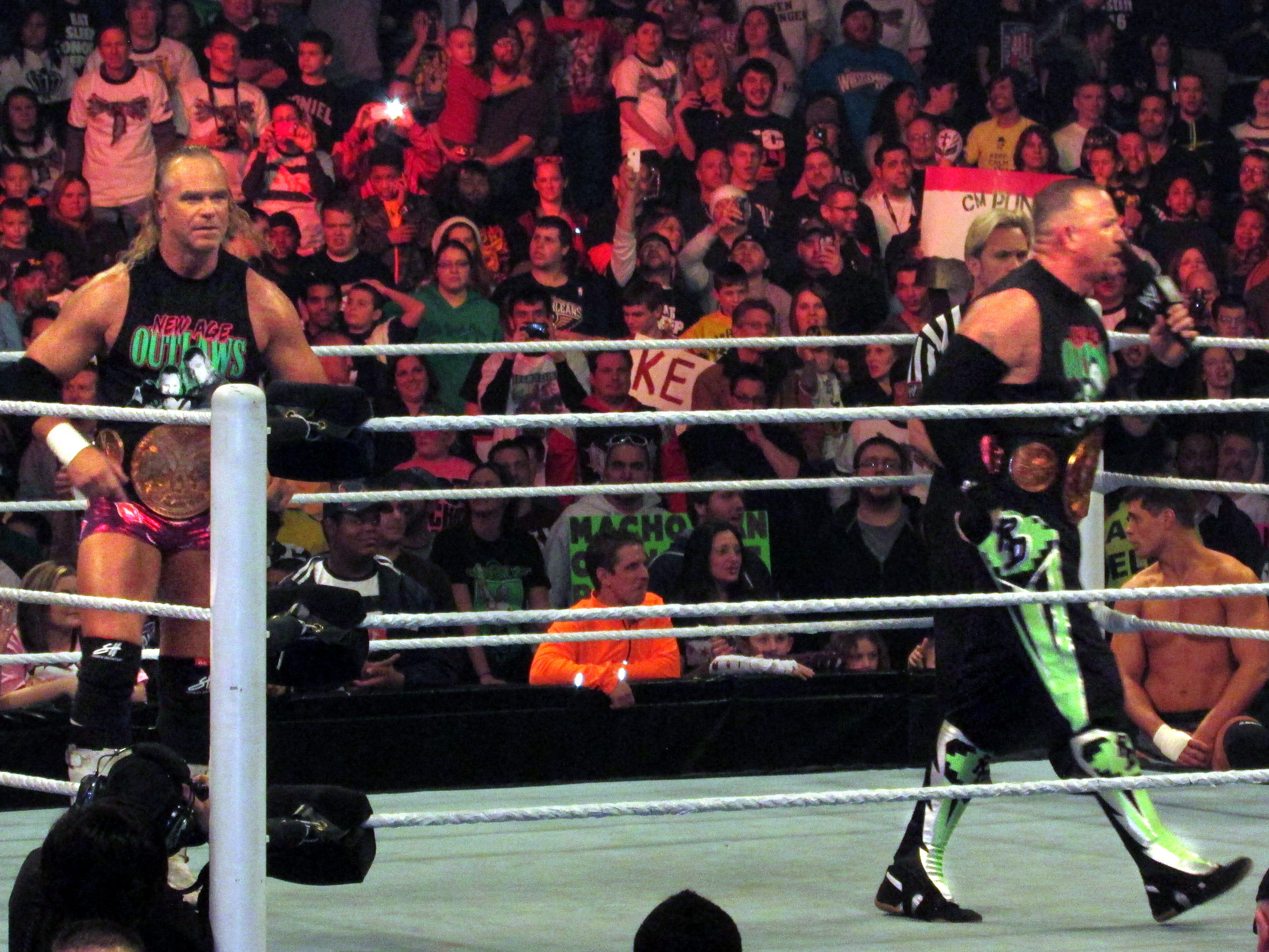
New Age Outlaws jako WWE Tag Team Champions

W styczniu do frakcji dołączyli New Age Outlaws (Billy Gunn i Road Dogg). Orton pokonał Cenę w walce rewanżowej na gali Royal Rumble dzięki interwencji ze strony The Wyatt Family. Na gali Elimination Chamber, Orton obronił tytuł w Elimination Chamber matchu.
Członkowie Authority zaczęli interweniować w walki Bryana coraz częściej. Bryan wyzwał Triple H’a do walki na WrestleManii XXX. Triple H zgodził się, a następnie zarządził, że zwycięzca ich pojedynku zostanie trzecim członkiem walki wieczoru o WWE World Heavyweight Championship pomiędzy Randym Ortonem i Batistą. Na WrestleManii XXX, Bryan pokonał Triple H’a, a w walce wieczoru zdobył tytuł. Tej samej nocy, New Age Outlaws oraz Kane przegrali walkę z The Shield. Po tym wydarzeniu, Billy Gunn i Road Dogg opuścili Authority.
Następnej nocy na Raw, Triple H wyzwał Bryana do walki o WWE World Heavyweight Championship. Przed walką, Bryan został zaatakowany przez członków Authority. Tej samej nocy, The Shield odwróciło się od Authority i zaatakowało ich członków. Tydzień później na Raw, The Shield zawalczyło w 11-on-3 handicap matchu, a po walce Orton, Batista i Triple H zaatakowali Shield, reaktywując grupę Evolution. Tymczasem, Stephanie McMahon i Kane kontynuowali rywalizację z Bryanem. Na gali Extreme Rules, The Shield pokonało Evolution, zaś Bryan pokonał Kane’a. Na Raw po gali pay-per-view, Triple H zmusił Deana Ambrose’a do obrony swojego United States Championship w 20-osobowym battle royalu; Ambrose stracił tytuł na rzecz Sheamusa. The Authority próbowało zmusić Bryana do zrzeknięcia się WWE World Heavyweight Championship po tym jak odniósł prawdziwą kontuzję karku; ten jednak odmówił. W ramach protestu, żona Bryana Brie Bella „odeszła” z federacji i uderzyła w twarz Stephanie. Tej samej nocy, Evolution ponownie przegrało z The Shield w No Holds Barred Six-Man Elimination tag team matchu.
Następnej nocy na Raw, sfrustrowany Batista odszedł z WWE. Tej samej nocy Seth Rollins zdradził The Shield i dołączył do The Authority. 9 czerwca na Raw, Authority odebrało mistrzostwo Bryanowi i ogłosiło sześcioosobowy ladder match o zwakowany tytuł na gali Money in the Bank. Rollins rozpoczął rywalizację z Deanem Ambrosem. Na gali pay-per-view, Rollins zdobył walizkę Money in the Bank. Orton i Kane wzięli udział w ladder matchu o WWE World Heavyweight Championship, jednak zwycięzcą starcia okazał się John Cena. Na gali Battleground, Rollins wygrał walkę z Ambrosem przez walkower, po tym, jak Triple H wyrzucił Ambrose’a z areny. Orton i Kane nie zdołali zdobyć WWE World Heavyweight Championship w Fatal 4-Way matchu. Stephanie McMahon rozpoczęła rywalizację z The Bella Twins, a Triple H wybrał Brocka Lesnara jako rywala dla Ceny o tytuł mistrzowski na gali SummerSlam. Na gali, Orton został pokonany przez Romana Reignsa, Rollins pokonał Ambrose’a w lumberjack matchu, Stephanie pokonała Brie, a Lesnar pokonał Cenę.

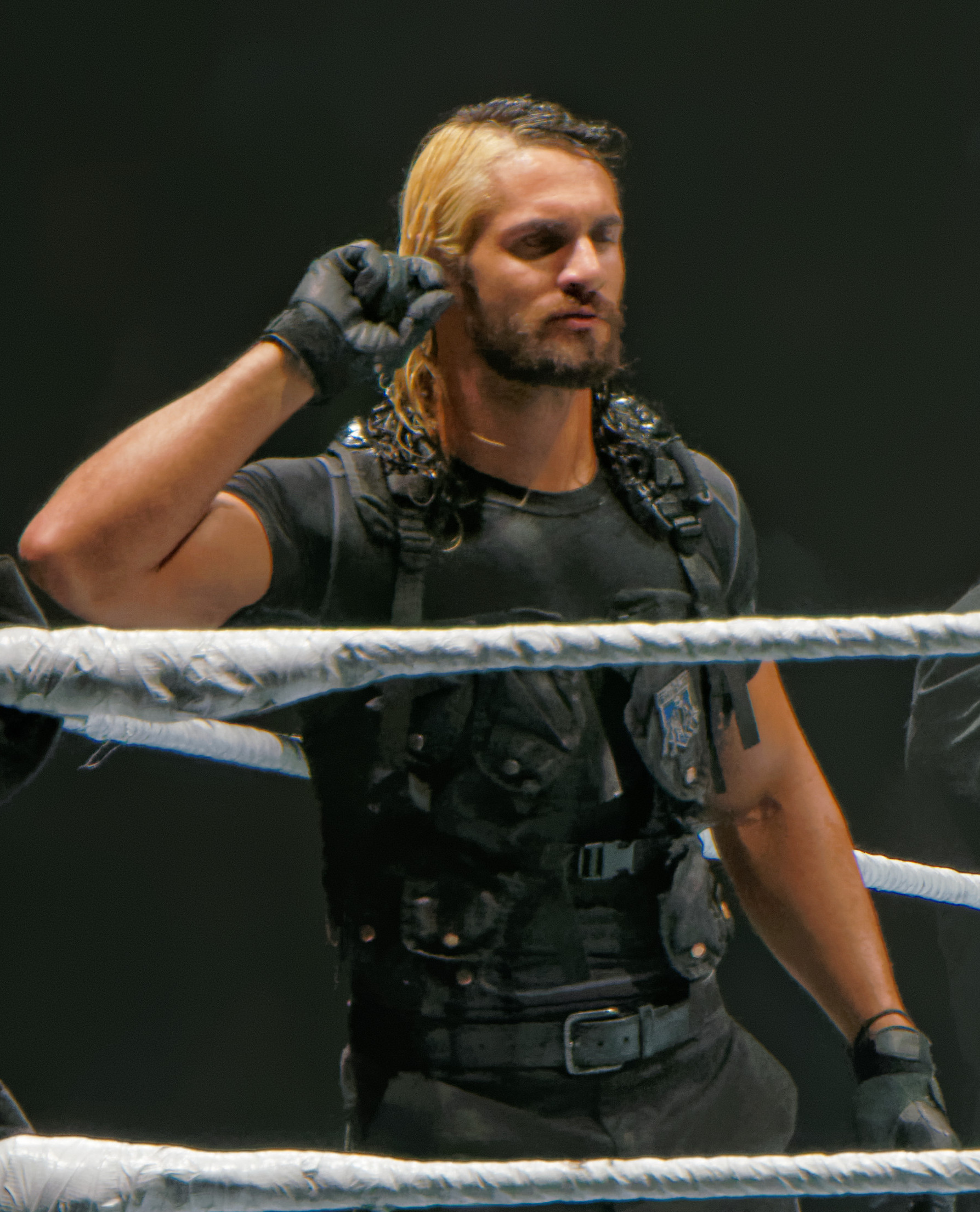
Seth Rollins, który zdradził kolegów z The Shield i wrócił do The Authority

Na następnym Raw, Rollins zaatakował i „kontuzjował” Ambrose’a. Doprowadziło to do rywalizacji Rollinsa z Reignsem. Prawdziwa kontuzja Reignsa uniemożliwiła mu walkę z Sethem na gali Night of Champions. Rollins zadeklarował się zwycięzcą, co spowodowało powrót Ambrose’a i jego atak na Rollinsie. Tej samej nocy, Rollins próbował wykorzystać kontrakt Money in the Bank; przeszkodził mu John Cena. We wrześniu do Authority dołączyło „J&J Security” (Joey Mercury i Jamie Noble); nowi członkowie stali się ochroniarzami Rollinsa i Triple H’a. Rollins zaatakował Ortona po jednej z jego walk, co doprowadziło do pogorszenia stosunków między nimi. Na gali Hell in a Cell, Orton został pokonany przez Cenę w Hell in a Cell matchu, zaś Rollins pokonał Ambrose’a w Hell in a Cell matchu po interwencji Braya Wyatta.
Po gali pay-per-view, Orton zaatakował Rollinsa, odchodząc tym samym z Authority. Tej samej nocy Triple H zaoferował Johnowi Cenie dołączenie do Authority. Cena odmówił, a w odpowiedzi Triple H wyznaczył Traditional Survivor Series Tag Team Elimination match pomiędzy drużyną reprezentującą Authority a drużyną prowadzoną przez Cenę. W następnych tygodniach ogłoszono, że jeśli Team Authority przegra, to samo Authority zostanie rozwiązane, zaś jeżeli Team Cena przegra, to wszyscy członkowie tej drużyny, oprócz samego Ceny, zostaną zwolnieni. Na Survivor Series Big Show zdradził swoją drużynę i dołączył do Authority. Podczas walki zadebiutował Sting; zaatakował on sędziego Scotta Armstronga i oraz Triple H’a. Pozwoliło to na przypięcie Rollinsa przez Dolpha Zigglera i wygranie walki przez drużynę Johna Ceny.
Po Survivor Series, byli członkowie Authority (prócz Triple H’a i Stephanie) walczyli o powrót do władzy. Na gali TLC: Tables, Ladders, Chairs and Stairs, Big Show pokonał Ericka Rowana w pierwszym w historii Steel Stairs matchu, Kane został pokonany przez Rybacka w Chairs matchu, a Rollins przegrał z Ceną w Tables matchu o miano pretendenckie do WWE World Heavyweight Championship.
29 grudnia na Raw, Rollins zmusił Cenę do przywrócenia The Authority; Rollins groził atakiem na gościa specjalnego Raw – Edge'u. Po podjęciu decyzji, Cena został zaatakowany przez Rollinsa, Showa i J&J Security, a galę zakończyło fetowanie powracającej frakcji.

### 2015

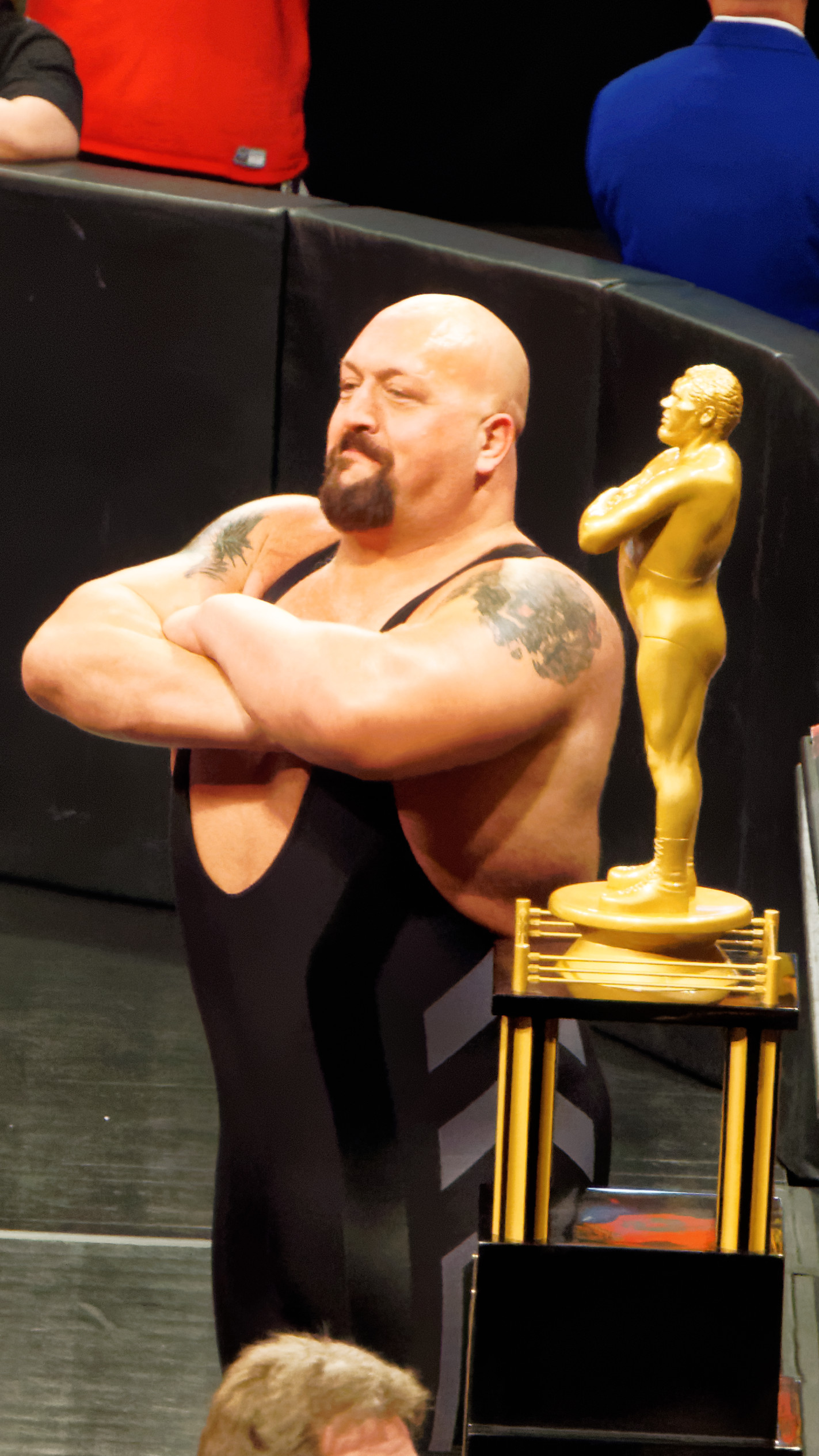
Big Show, który dołączył do Authority w listopadzie 2014, został zwycięzcą André the Giant Memorial Battle Royalu na WrestleManii 31

5 stycznia na odcinku Raw, The Authority ukarało każdego z członków drużyny Ceny; Ziggler zawalczył i przegrał z Bad News Barrettem w 2-out-of-3 Falls matchu o Intercontinental Championship; Erick Rowan przegrał z Lukiem Harperem, zaś Ryback przegrał z Rollinsem i Kanem w handicap matchu. Tej samej nocy, The Authority „zwolniło” Zigglera, Rowana i Rybacka. Cena próbował przywrócić ich do pracy, lecz przegrał z Rollinsem w lumberjack matchu. 19 stycznia na odcinku Raw, Cena pokonał Rollinsa, Kane’a i Showa w 3-on-1 handicap matchu przy pomocy Stinga. Dzięki zwycięstwie Ceny, zwolnieni wrestlerzy odzyskali pracę.

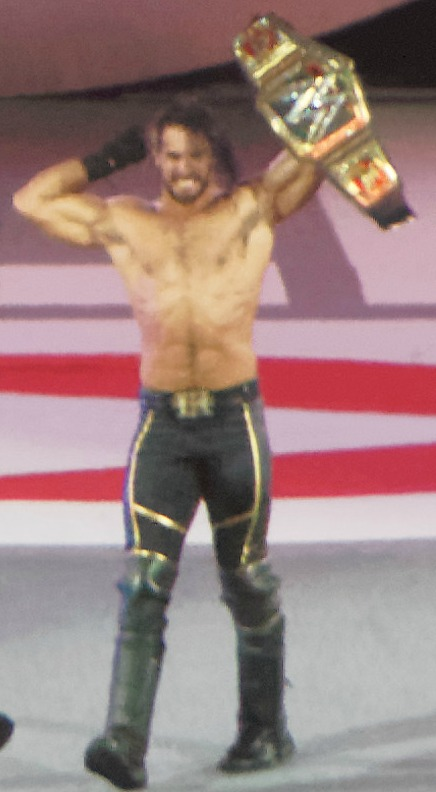
Rollins po zdobyciu WWE World Heavyweight Championship na WrestleManii 31

Na gali Royal Rumble, Rollins nie zdołał zdobyć WWE World Heavyweight Championship. Big Show i Kane zostali wyeliminowani przez zwycięskiego Romana Reignsa z Royal Rumble matchu jako ostatni.Na gali Fastlane, Rollins, Kane i Show pokonali Zigglera, Rowana i Rybacka w sześcioosobowym tag team matchu. Po walce, Randy Orton powrócił i zaatakował J&J Security oraz Kane’a. Tej samej nocy, Triple H skonfrontował się ze Stingiem; obaj wrestlerzy wyrazili chęć zawalczenia ze sobą na WrestleManii 31. Na pierwszym Raw po Fastlane, The Authority próbowało przekonać Ortona do powrotu do grupy; Orton przyjął propozycję, lecz podczas walki wieczoru zaatakował swojego tag-team partnera, Setha Rollinsa.
Na WrestleManii 31, The Authority odniosło wiele zwycięstw; Triple H pokonał Stinga, a Big Show wygrał 30-osobowy André the Giant Memorial Battle Royal. Po przegranej w walce z Ortonem, Rollins wykorzystał swój kontrakt Money in the Bank podczas walki wieczoru pomiędzy Brockiem Lesnarem i Romanem Reignsem o WWE World Heavyweight Championship, przemieniając walkę w Triple Threat match. Rollins wygrał walkę i mistrzostwo.
Na gali Extreme Rules, Rollins pokonał Ortona w Steel Cage matchu, zaś Big Show przegrał z Romanem Reignsem w Last Man Standing matchu. Po przegranej, Show odszedł z grupy. 27 kwietnia na odcinku Raw zostało ogłoszono, że Rollins będzie bronił mistrzostwa przeciwko Ortonowi i Reignsowi w triple threat matchu na gali Payback. Później do walki został dodany również Dean Ambrose. W międzyczasie zaczęły się pojawiać nieporozumienia pomiędzy Rollinsem i Kanem, przez co Triple H ogłosił, że jeśli Rollins straci tytuł, Kane pożegna się z posadą dyrektora operacyjnego. Na Payback, Kane pomógł Rollinsowi obronić tytuł. 18 maja na odcinku Raw, Ambrose wyzwał Rollinsa do walki o jego mistrzostwo na gali Elimination Chamber, lecz Rollins odmówił. Mimo to, Authority podarowało Ambrose'owi szansę na walkę. Ambrose wygrał starcie z Rollinsem poprzez dyskwalifikację, przez co tytuł nie zmienił właściciela. Po walce, Ambrose ukradł Rollinsowi pas mistrzowski. Miesiąc później, na gali Money in the Bank, Rollins pokonał Ambrose’a w ladder matchu, ponownie broniąc tytuł. 15 czerwca na Raw, The Authority przywróciło Brocka Lesnara. Lesnar zażądał rewanżu o tytuł, na co Authority przystało i ustanowiło walkę pomiędzy nim a Rollinsem na gali Battleground. Na gali, Rollins obronił mistrzostwo drogą dyskwalifikacji, po tym, jak The Undertaker zainterweniował w walce i zaatakował Lesnara. Na SummerSlam, Rollins pokonał Johna Cenę w „Winner Takes All” matchu (w którym tytuł Rollinsa i United States ChampionshipCeny były na szali) i stał się podwójnym mistrzem.

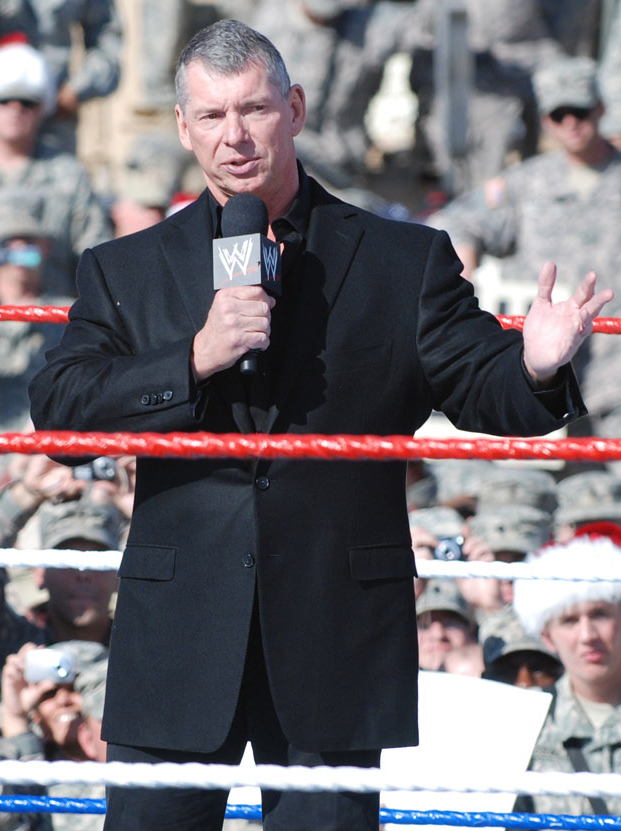
Mr. McMahon, który dołączył do Authority pod koniec 2015

4 listopada, podczas walki z Kanem na house showie, Rollins rozerwał więzadło krzyżowe przednie i poboczne piszczelowe, przez co musiał przebyć operację i pauzować 6-9 miesięcy. WWE World Heavyweight Championship Rollinsa zostało zwakowane, a Triple H ogłosił turniej o tytuł mistrzowski, którego finały miały mieć miejsce na gali Survivor Series. Triple H zaoferował Romanowi Reignsowi ominięcie wszystkich szczebli turnieju prócz finału, jeśli tylko ten dołączy do Authority. Reigns odmówił, a na Survivor Series, pokonał Deana Ambrose’a w finale turnieju, stając się nowym WWE World Heavyweight Championem. Po walce, Triple H wkroczył do ringu by pogratulować Reignsowi, lecz ten zaatakował go Spearem. Tuż po tym, Sheamus wykorzystał kontrakt Money in the Bank, zdobył mistrzostwo i dołączył do The Authority. 30 listopada na odcinku Raw, Sheamus ogłosił powstanie nowej grupy nazwanej The League of Nations w skład której byli King Barrett (reprezentujący Anglię), Alberto Del Rio (Meksyk) i Rusev (Bułgaria).
Na gali TLC: Tables, Ladders and Chairs, Sheamus obronił WWE World Heavyweight Championship w Tables, Ladders and Chairs matchu z Romanem Reingsem. Po walce, zezłoszczony Reigns zaatakował League of Nations i „skontuzjował” Triple H’a. 14 grudnia na Raw, Vince McMahon przejął stery Authority, po czym przyznał Reignsowi walkę z Sheamusem. Na szali pojedynku stał nie tylko pas mistrzowski, lecz również posada Reignsa w WWE. Pomimo interwencji ze strony League of Nations i McMahona, Reigns przypiął Sheamusa i odzyskał WWE World Heavyweight Championship.

### 2016
4 stycznia 2016 na odcinku Raw, Authority zmusiło Reignsa do obrony WWE World Heavyweight Championship w walce z Sheamusem. Mr. McMahon ogłosił się sędzią specjalnym pojedynku. Pomimo stronniczości McMahona, mistrz obronił tytuł. Po walce, McMahon ogłosił, że Reigns będzie bronił mistrzostwa w 30-osobowym Royal Rumble matchu na gali Royal Rumble. Na gali, Triple H powrócił i dołączył do Royal Rumble matchu z numerem 30.; wyeliminował Reingsa oraz Deana Ambrose’a, wygrywając walkę i stając się posiadaczem WWE World Heavyweight Championship. 22 lutego na Raw, Vince McMahon wręczył nagrodę „Vincent J. McMahon Legacy of Excellence” swojej córce, Stephanie McMahon. Kiedy Stephanie chciała wypowiedzieć się odnośnie do wygranej, przerwał jej powracający do WWE Shane McMahon. Shane skonfrontował się z ojcem i siostrą, wytykając im błędy. Zażądał pełnej kontroli nad Raw, jednocześnie grożąc ojcu, że jeżeli nie otrzyma od niego kontroli nad tygodniówką, wyjawi jeden z jego sekretów. Vince zgodził się pod warunkiem, że Shane wygra Hell in a Cell match na WrestleManii z The Undertakerem. Tej samej nocy, Triple H brutalnie zaatakował i „kontuzjował” Reingsa. 12 marca na gali Roadblock, Triple H obronił tytuł w walce z Deanem Ambrosem, lecz utracił mistrzostwo na rzecz Reignsa w walce wieczoru WrestleManii 32.
Pomimo iż The Undertaker wygrał walkę na WrestleManii, Shane otrzymał szansę prowadzenia Raw aż do gali Payback. Na tejże gali, Vince McMahon podjął ostateczną decyzję w sprawie kontroli nad tygodniówką: Raw mają wspólnie prowadzić Shane i Stephanie. The Authority zostało rozwiązane.

### Lista członków
| Osoba             | Okres pobytu                                                       | Notka |
| ----------------- | ------------------------------------------------------------------ | --- |
| Triple H          | 18 sierpnia 2013 – 3 kwietnia 2016                                 | Dyrektor operacyjny WWE |
| Stephanie McMahon | 19 sierpnia 2013 – 1 maja 2016                                     | Dyrektor marki WWE |
| Mr. McMahon       | 14 grudnia 2015 – 4 kwietnia 2016                                  | Właściciel i dyrektor generalny WWE Opuścił ugrupowanie oddając kontrolę nad Raw Shane'owi McMahonowi |
| Randy Orton       | 18 sierpnia 2013 – 3 listopada 2014 23 lutego 2015 – 9 marca 2015  | Dołączył po wykorzystaniu swojego kontraktu Money in the Bank na SummerSlam przy pomocy Triple H’a Wyrzucony z grupy po ataku na Setha Rollinsa Powrócił do grupy w celu rewanżu i ataku na Rollinsie                                |
| Dean Ambrose      | 19 sierpnia 2013 – 17 marca 2014                                   | Dołączył jako członek grupy The Shield Wyrzucony po odwróceniu się od The Authority |
| Roman Reigns      | 19 sierpnia 2013 – 17 marca 2014                                   | Dołączył jako członek grupy The Shield Wyrzucony po odwróceniu się od The Authority |
| Seth Rollins      | 19 sierpnia 2013 – 17 marca 2014 2 czerwca 2014 – 5 listopada 2015 | Dołączył jako członek grupy The Shield Wyrzucony po odwróceniu się od The Authority Powrócił po zdradzeniu The Shield Odszedł z grupy po odniesieniu kontuzji (rozerwanie więzadła krzyżowego przedniego i pobocznego piszczelowego) |
| Kane              | 28 października 2013 – 25 października 2015                        | Dołączył do Authority, pełniąc funkcję „Dyrektora operacyjnego” dla grupy Zwolniony po przegranej z Sethem Rollinsem na Hell in a Cell                                                                                               |
| Billy Gunn        | 13 stycznia 2014 – 6 kwietnia 2014                                 | Dołączył jako członek The New Age Outlaws Opuścił grupę po tym jak on, Road Dogg i Kane przegrali z The Shield na WrestleManii XXX                                                                                                   |
| Road Dogg         | 13 stycznia 2014 – 6 kwietnia 2014                                 | Dołączył jako członek The New Age Outlaws Opuścił grupę po tym jak on, Billy Gunn i Kane przegrali z The Shield na WrestleManii XXX                                                                                                  |
| Batista           | 7 kwietnia 2014 – 2 czerwca 2014                                   | Dołączył jako członek Evolution Opuścił grupę i WWE po tym jak Triple H nie przyznał mu rewanżu o WWE World Heavyweight Championship                                                                                                 |
| Joey Mercury      | 19 września 2014 – 6 lipca 2015                                    | Dołączył jako członek J&J Security Opuścił grupę po byciu „kontuzjowanym” przez Brocka Lesnara |
| Jamie Noble       | 19 września 2014 – 6 lipca 2015                                    | Dołączył jako członek J&J Security Opuścił grupę po byciu „kontuzjowanym” przez Brocka Lesnara |
| Big Show          | 23 listopada 2014 – 26 kwietnia 2015                               | Dołączył po zdradzeniu drużyny Ceny na Survivor Series Opuścił grupę po przegranej z Romanem Reingsem na Extreme Rules |

## Ruchy używane we wrestlingu
- Triple H
  - Pedigree[59] (Double underhook facebuster)
- Stephanie McMahon

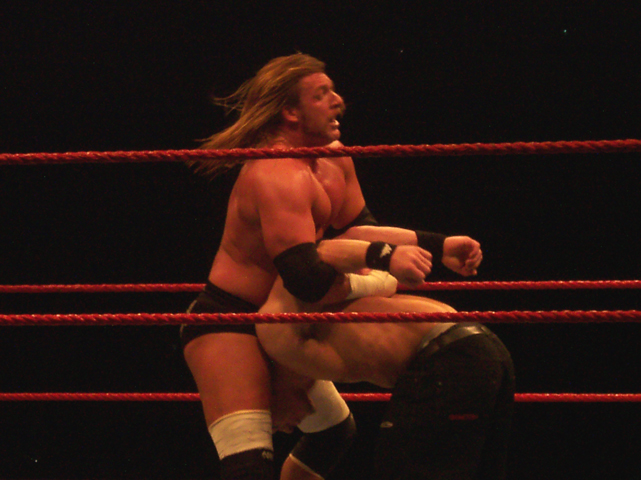
Triple H przygotowujący się do wykonania Pedigree na Johnie Cenie

  - Pedigree (Double underhook facebuster) – zaadaptowany od Triple H’a
- Motywy wejściowe
  - „King of Kings” od Motörhead (18 sierpnia 2013 – 23 listopada 2014; od 29 grudnia 2014)

## Mistrzostwa i osiągnięcia

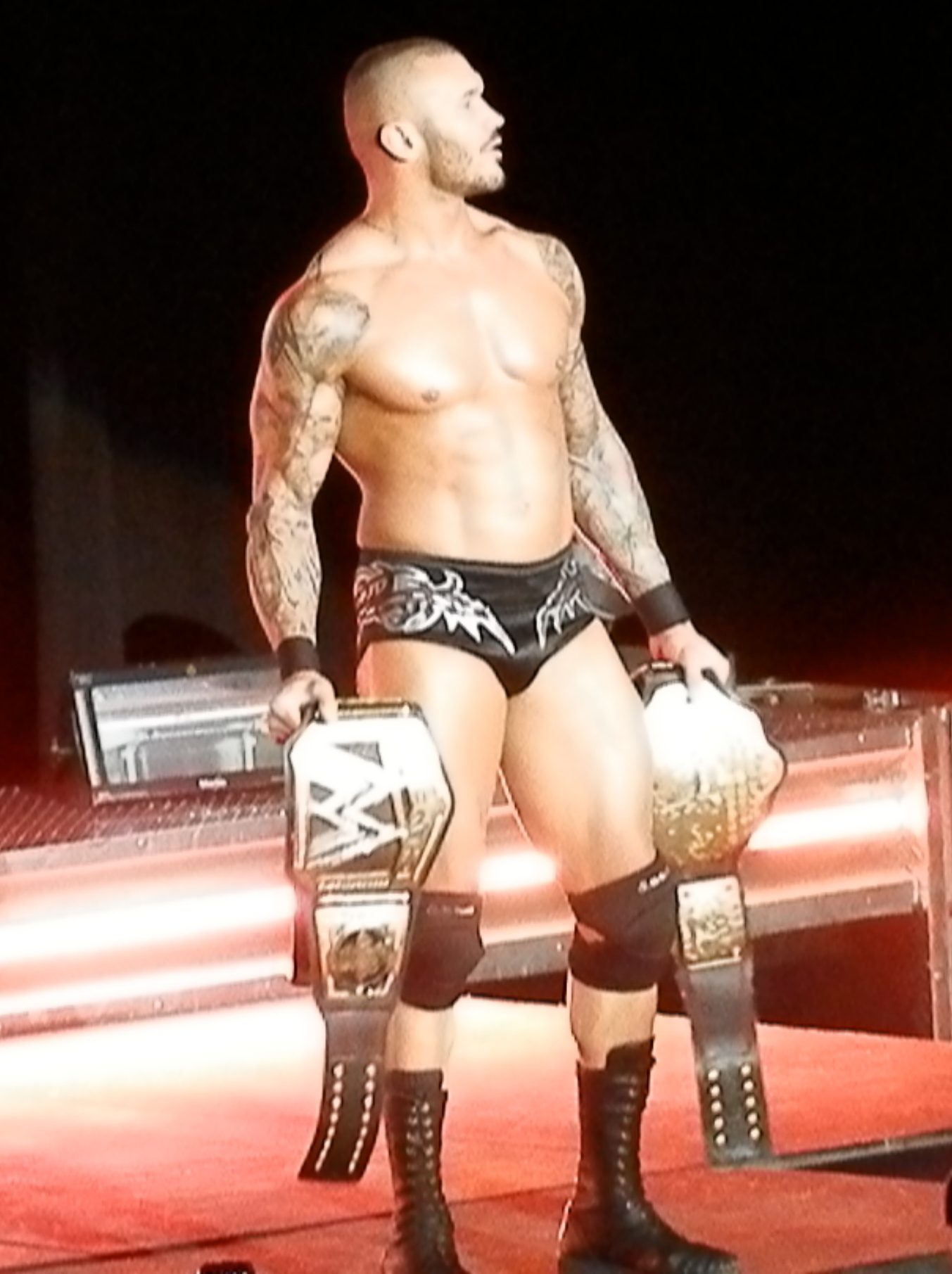
Jako członek The Authority, Randy Orton zunifikował WWE Championship i World Heavyweight Championship w WWE World Heavyweight Championship

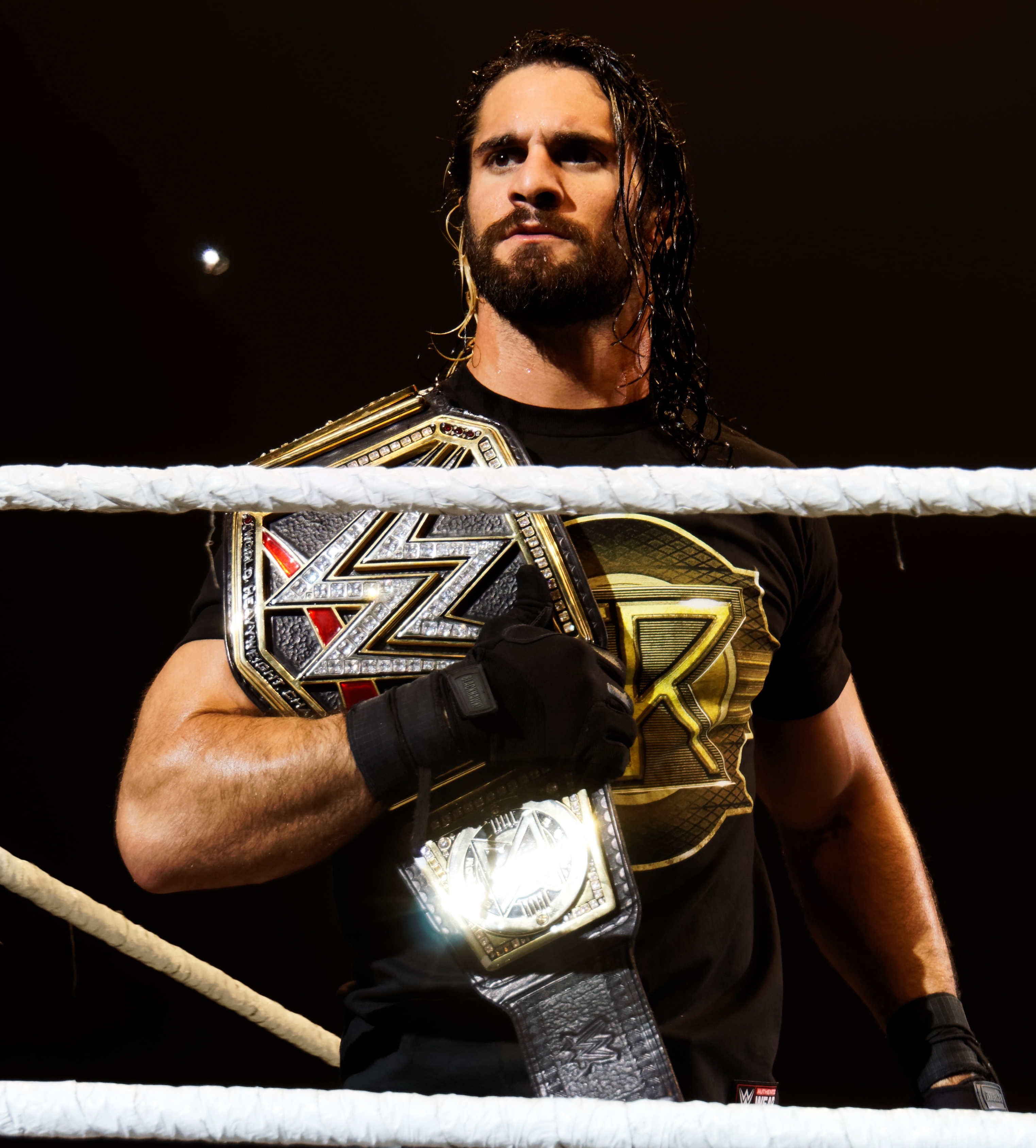
W marcu 2015, Seth Rollins stał się posiadaczem WWE World Heavyweight Championship, wykorzystując kontrakt Money in the Bank

- Pro Wrestling Illustrated
  - Feud roku (2013)[60] – The Authority (vs. Daniel Bryan)
  - Feud roku (2014) – Seth Rollins (vs. Dean Ambrose)
  - Najbardziej znienawidzony zawodnik roku (2013)[61] – The Authority
  - Najbardziej znienawidzony zawodnik roku (2014)[62] – Triple H i Stephanie McMahon
  - Najbardziej znienawidzony zawodnik roku (2015) – Seth Rollins
  - Zawodnik roku (2015) – Seth Rollins
  - Tag team roku (2013)[63] – The Shield (Seth Rollins i Roman Reigns)
  - Miejsce 1. w top 500 wrestlerów w PWI 500 w 2015 – Seth Rollins[64]
- WWE
  - World Heavyweight Championship (1 raz) – Randy Orton
  - WWE Tag Team Championship (2 razy) – The Shield (Seth Rollins i Roman Reigns), The New Age Outlaws (Road Dogg i Billy Gunn)
  - WWE United States Championship (2 razy) – Dean Ambrose (1), Seth Rollins (1)
  - WWE World Heavyweight Championship (4 razy) – Randy Orton (2)*, Seth Rollins (1), Triple H (1)
  - André the Giant Memorial Trophy (2015) – Big Show
  - Money in the Bank (2014) – Seth Rollins
  - Royal Rumble (2016) – Triple H
  - Nagrody Slammy Award (9 razy)
    - Breakout Star of the Year (2013) – The Shield (Dean Ambrose, Seth Rollins i Roman Reigns)
    - Faction of the Year (2013) – The Shield
    - Insult of the Year (2013) – Stephanie McMahon za poniżanie Big Show
    - Match of the Year (2014) – Team Cena vs. Team Authority na Survivor Series
    - Rivalry of the Year (2014) vs. Daniel Bryan
    - Fan Participation (2014) – Seth Rollins za chant „You Sold Out”
    - Superstar of the Year (2015) – Seth Rollins
    - Trending Now Hashtag of the Year (2013) – The Shield i „#BelieveInTheShield”
    - „What a Maneuver” of the Year (2013) – Roman Reigns za spear

  - Vincent J. McMahon Legacy of Excellence Award (2016) – Stephanie McMahon
- Wrestling Observer Newsletter
  - Najlepszy booker (2015) – Triple H (i Ryan Ward)[65]
  - Największy progres (2013) – Roman Reigns[66]
  - Najbardziej przeceniany wrestler (2013) – Randy Orton[66]
  - Most Overrated (2014) – Kane[67]
  - Najlepszy tag team (2013) – The Shield (Seth Rollins i Roman Reigns)[66]
  - Najgorszy feud (2013) – vs. Big Show[66]

* - Pierwsze panowanie Ortona było, gdy tytuł był znany jako WWE Championship